# 戴宗
戴宗是小说《水浒传》中的人物，由於只要把四個甲馬（纸制的神符）拴在腿上，便能日行八百里，故有「神行太保」之稱，本來是江州兩院押牢節級，上梁山後坐上第二十把交椅，為梁山泊的斥候領袖。

## 經歷

### 登場
當宋江刺配江州並由公人張千、李萬押解時，遭劉唐等梁山人眾攔着，要救宋江到梁山，但宋江因為不想違背王法和父親的教誨，便以自刎相逼，執意不肯，吳用只好引荐在江州任職兩院押牢節級的戴宗給宋江認識，要他多受其照應。
宋江雖到江州但不識戴宗也不知戴宗住處，只知戴宗官銜，於是花錢打點上下時故意獨漏節級的份激戴宗出面，戴宗得知只有他沒拿到錢忿而到牢裡尋宋江要錢，宋江此時拿出吳用書信表明身分，得知眼前人便是宋江時急忙招呼並結為朋友，順便介紹手下最粗勇也最仰慕宋江的獄卒李逵給宋江認識。
三人決定到琵琶亭吃喝慶賀，因宋江嫌魚湯不鮮，李逵便到船家討魚。李逵在一番爭辯後跟船東張順大打出手，戴宗不願二人傷和氣，勸止二人，四人遂交為朋友，繼續在琵琶亭喝酒。

### 上梁山
後來宋江醉後雅興大發於牆上提詩，被黃文炳發現並認為該詩有反意而上報，蔡九知府便要戴宗召集兵吏去捉拿宋江，戴宗一聽大驚，立刻使起神行法去先要宋江裝瘋，自己再回去與眾兵吏會合捉拿宋江。戴宗等帶得宋江至蔡九府上時，卻被黃文柄瞧出宋江並非真瘋，處宋江意圖謀反之罪，並要戴宗帶信向蔡京請示宋江生死。
戴宗於是吩附李逵照顧宋江，自己隨即出發往東京。戴宗一日趕路時酷熱難當，便至前方一家酒店休息，不料酒店卻為開黑店的朱貴所經營，戴宗喝了蒙汗藥後即暈倒，被朱貴搜出請示宋江生死的信件。朱貴見與宋江有關，便待戴宗醒來，押上梁山問事。
戴宗全盤托出並表明要救宋江之意，吳用決定將計就計，由王英、宋萬、杜遷和鄭天壽四人帶同兵馬，請得會仿蔡京字跡的蕭讓和會仿製圖章的金大堅來偽做蔡京的回信，並由戴宗帶回。戴宗救人心切，第二天便一早出發。
戴宗帶得信回去，被蔡九賞了些銀兩，但當初吳用失算延用蔡京舊官銜的印信被黃文炳識破，一輪嚴刑逼供下戴宗仍堅決不認罪，黃文炳認為戴宗已勾結梁山泊便將其收押，決定兩天內與宋江一同斬首示眾。
行刑當天，梁山人馬假扮成觀眾救出戴、宋二人，並順道殺了黃文炳全家，於是戴宗便與宋江、李逵等十二人一起加入梁山泊。

### 梁山頭領
戴宗上山後立功不少，主要負責打探軍情、尋人及報訊等斥候工作，其中便曾多次救得魯智深、史進等人，又曾打探得高俅來攻等的軍情，且請得公孫勝而令梁山軍得以攻下高唐州，故於梁山聚義排座次時被封以「總探聲息頭領」的職位。
戴宗在與梁山泊受招安后，參與征討方臘的戰事，其中頗立有功，戰后受封兗州都統制，卻不愿为官，於是在泰安州岳庙里陪堂出家，並於数月后大笑而终。

## 出場回目
| 回目           | 標題                                   |
| -------------- | -------------------------------------- |
| 第三十六回     | 「梁山泊吳用舉戴宗，揭陽嶺宋江逢李俊」 |
| 第三十八回     | 「及時雨會神行太保，黑旋風鬥浪裏白條」 |
| 第三十九回     | 「潯陽樓宋江吟反詩，梁山泊戴宗傳假信」 |
| 第四十回       | 「梁山泊好漢劫法場，白龍廟英雄小聚義」 |
| 第四十一回     | 「宋江智取無為軍，張順活捉黃文炳」     |
| 第一百一十九回 | 「魯智深浙江坐化，宋公明衣錦還鄉」     |
| 第一百二十回   | 「宋公明神聚蓼兒窪，徽宗帝夢游梁山泊」 |

## 評價
由於戴宗奔行迅速，故被水滸後傳的作者陳忱評為「梁山五絕」之一，與張清、花榮、燕青和安道全並稱。但金聖嘆評價是「除神行法之外，一無可取」。

## 影視
- 1972年香港邵氏《水滸傳》：李恒
- 1975年香港邵氏《荡寇志》：李恒
- 1976年香港無線電視劇《逼上梁山》：江文聲
- 1983年山东版《水浒》：高振茂、刘宗佑
- 1998年央视版《水浒传》：王基明
- 1999年电影《李逵传奇》：王建军
- 2008年电视剧《龙虎山客栈》：景岗山
- 2011年版《水浒传》：于博宁
- 2013年版《武松》：陈玥